# لئونید ویشاسلاوسکی
لئونید ویشاسلاوسکی (اوکراینی: Леонід Миколайович Вишеславський؛ ۱۸ مارس ۱۹۱۴ – ۲۶ دسامبر ۲۰۰۲) مترجم، شاعر، منتقد ادبی، و نویسنده اهل اتحاد جماهیر شوروی سوسیالیستی بود.
وی همچنین برندهٔ جوایزی همچون مدال دفاع از قفقاز شده‌است.